# Jerusalén, Puebla
Jerusalén är en ort i Mexiko.   Den ligger i kommunen Tochimilco och delstaten Puebla, i den sydöstra delen av landet, 80 km sydost om huvudstaden Mexico City. Jerusalén ligger 2 144 meter över havet och antalet invånare är 564.
Terrängen runt Jerusalén är kuperad åt sydost, men åt nordväst är den bergig. Runt Jerusalén är det ganska tätbefolkat, med 62 invånare per kvadratkilometer. Närmaste större samhälle är Atlixco, 15,7 km öster om Jerusalén. I omgivningarna runt Jerusalén växer huvudsakligen savannskog.